# Slovenske novice
Slovenske novice – słoweński dziennik wydawany w Lublanie. Należy do gazet typu tabloid. Został zapoczątkowany w 1991 roku.
Średni nakład dziennika wynosi ok. 85 tys. egzemplarzy.